# Labatut (Landy)
Labatut (wym. [labaty]) – miejscowość i gmina we Francji, w regionie Nowa Akwitania, w departamencie Landy.
Według danych na rok 1990 gminę zamieszkiwały 952 osoby, a gęstość zaludnienia wynosiła 45 osób/km² (wśród 2290 gmin Akwitanii Labatut plasuje się na 447. miejscu pod względem liczby ludności, natomiast pod względem powierzchni na miejscu 486.).